# Brosimum
Brosimum é um género botânico pertencente à família Moraceae.

## Espécies selecionadas
- Brosimum acutifolium
- Brosimum alicastrum
- Brosimum costaricanum
- Brosimum discolor
- Brosimum gaudichaudii
- Brosimum glaziovii
- Brosimum guianense
- Brosimum ovatifolium
- Brosimum parinarioides
- Brosimum potabile
- Brosimum rubescens
- Brosimum utile